# ریزینگ استارز (تگزاس)
ریزینگ استارز، تگزاس(به انگلیسی: Rising Star, Texas) شهری در ایالت تگزاس از ایالات جنوبی ایالات متحده آمریکا است. در سرشماری سال ۲۰۰۰، جمعیت این شهر ۸۳۵ نفر اعلام شد.